# SOR BN 9.5

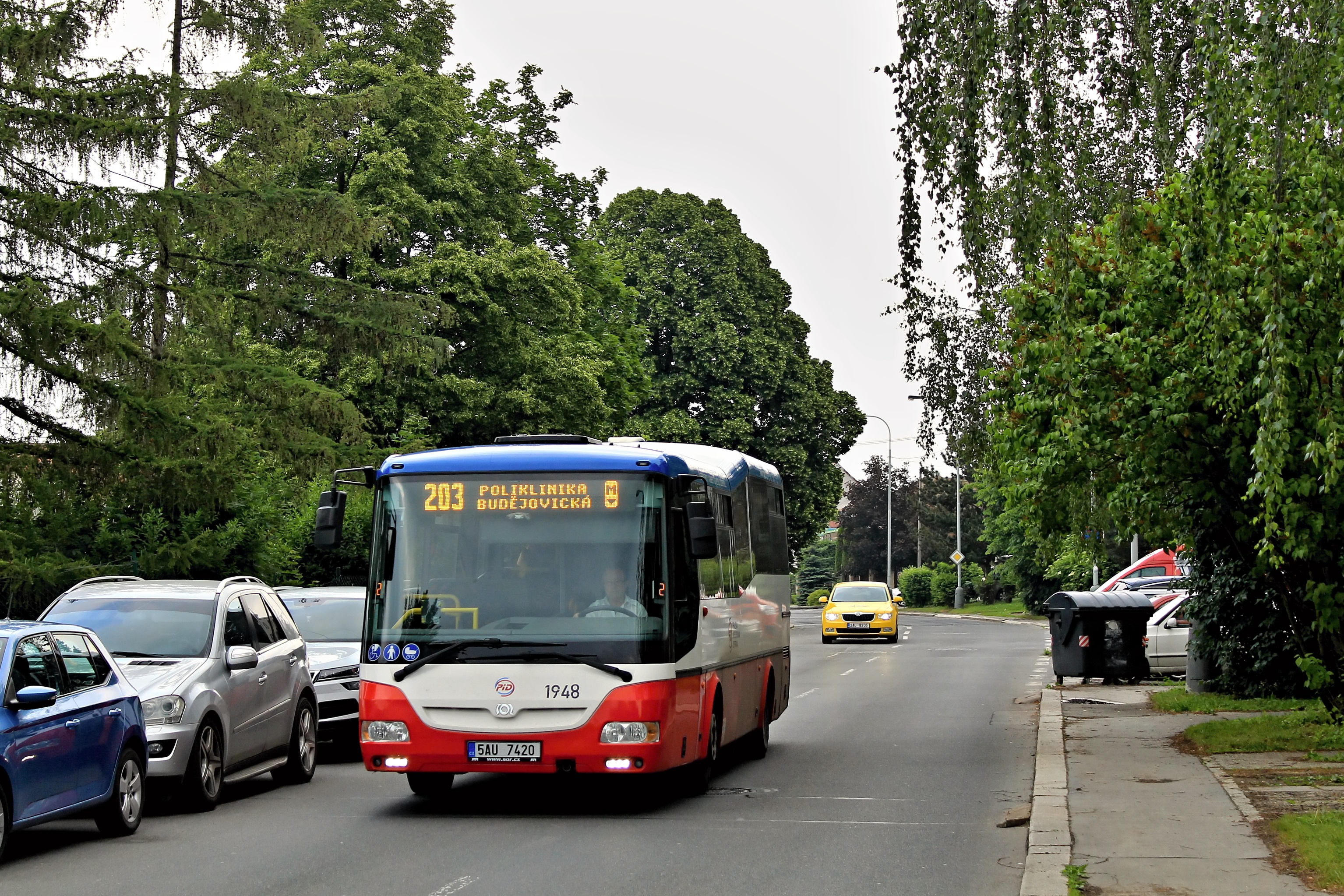
SOR BN 9.5

SOR BN 9.5 — городской автобус, выпускаемый чешской компанией SOR Libchavy с 2005 года. Пришёл на смену автобусу SOR B 9.5.

## Конструкция
Конструкция автобуса SOR BN 9.5 идентична конструкции автобуса SOR B 9.5. Принципиальным отличием является низкий пол. Компоновка автобуса заднемоторная, заднеприводная. Кузов сделан из металла, салон выполнен в пластиковой оправе. Передняя ось автобуса SOR, задняя ось автобуса DAN.

## Эксплуатация
Автобус SOR BN 9.5 эксплуатируется во многих городах Чехии. Больше всего моделей эксплуатируются в Братиславе и компанией Veolia Transport.
В некоторых городах эксплуатируются даже модификации с газомоторными двигателями.